# 연안부두로
연안부두로(Yeonanbudu-ro)는 인천광역시 중구 항동7가에 있는 도로로, 총 연장은 1.662 km이다.

## 유래
이름이 유래된 것은 연안부두를 가로지르는 도로로서 지역적 특성을 활용하는 것에서 유래되었다.

## 역사
- 2009년 10월 1일 : 도로명으로 연안부두로를 고시

## 주요 경유지
- 중구
  - 항동7가

## 접촉하는 도로
- 축항대로

## 주요 건물 및 시설
- 해양센타 (연안부두로 16/항동7가 60)
- 연안파출소 (연안부두로 22/항동7가 60)
- 해물섬 (연안부두로 24/항동7가 60)
- 인천수산물센타 (연안부두로 27/항동7가 27-32)
- 연안부두해양광장 (연안부두로 36/항동7가 58-1)
- 퍼스트빌딩 (연안부두로 37/항동7가 58-38)
- 인천항동우체국 (연안부두로 67/항동7가 87-7)
- 가로판매대2 (연안부두로 68/항동7가 86)
- 인천항연안여객터미널 (연안부두로 70/항동7가 88)
- 정신무역 (연안부두로 87/항동7가 85-45)
- 인천항연안여객터미널 제주행 (연안부두로 88/항동7가 85-72)
- 대양썬글로벌 (연안부두로 93/항동7가 85-15)
- 유창수산, 바다농장, 대일삼선 (연안부두로 111/항동7가 65-17)
- 흑산도수산 (연안부두로 113-1/항동7가 65-17)
- 오륙도횟집 (연안부두로 115/항동7가 65-18)
- 일억조회집 (연안부두로 119/항동7가 67)
- 전라도횟집 (연안부두로 121/항동7가 67-8)
- 까치식당 (연안부두로 123/항동7가 67-8)
- 인천선원복지회관 (연안부두로 152/항동7가 82-18)